# 初鹿勇
初鹿 勇（はつしか いさむ、1938年8月26日 - 2024年11月4日）は、山梨県出身の日本のアマチュア野球選手（外野手）、高校野球指導者。

## 経歴
山梨県出身。地元の巨摩高校卒業後は、東都大学野球連盟所属の駒澤大学に進学。大学卒業後は、社会人野球の電電関東に入社し、俊足巧打の外野手として活躍。
選手としての現役引退後は高校野球の指導者として活動を始める。地元・山梨の塩山商業高校の監督を28年務める。当時は無名だった同校を1976年夏開催の第58回全国高等学校野球選手権大会へと導き、春夏通じて初の甲子園出場を果たした。
1996年に同じ県内の私立・日本航空高校の監督に就任。当時は山梨県大会においても1勝から2勝程度のチームではあったが精度の高いノックや選手のスカウティング活動に力を入れ、就任3年目の1998年春開催の第70回選抜高等学校野球大会に同校を春夏通じて初の甲子園出場に導き、1勝を上げている。その後も同年夏の第80回全国高等学校野球選手権大会、2001年夏開催の第83回全国高等学校野球選手権大会の計3回甲子園出場をしている。
日本航空高校で8年間監督を務めた後は、隣県の静岡県の私立・三島高校の監督に2003年に就任。2013年に自身の次男・文彦に監督を譲り、その後も同校の総監督として指導に携わった。
2024年11月4日に山梨県甲州市の病院で心不全により死去。享年86。

## 人物
- 次男の初鹿文彦は、三島高校、校名変更後の知徳高校で監督を務めている[1]。勇が日本航空高校の監督時には文彦もコーチとしてチームに帯同していた[1]。また、勇が塩山高校の監督を務めていた際にも同校の野球部に所属し[1]、高校通算本塁打数は30本を記録し県内でも屈指の強打者であった[2]。文彦の7歳上の兄で勇の長男も塩山高校の野球部でプレー[2]。
- 野手出身ではあるが投手の育成に定評がある[1]。

## 著名な教え子

### 塩山商業高校・塩山高校時代
- 鶴田泰

### 日本航空高校時代
- 松本拓也
- 八木智哉

### 三島高校・知徳高校時代
- 西川拓喜
- 小船翼